# Leptodontium stoloniferum
Leptodontium stoloniferum är en bladmossart som beskrevs av Robert Zander 1972. Leptodontium stoloniferum ingår i släktet groddmossor, och familjen Pottiaceae. Inga underarter finns listade i Catalogue of Life.